# Prelată

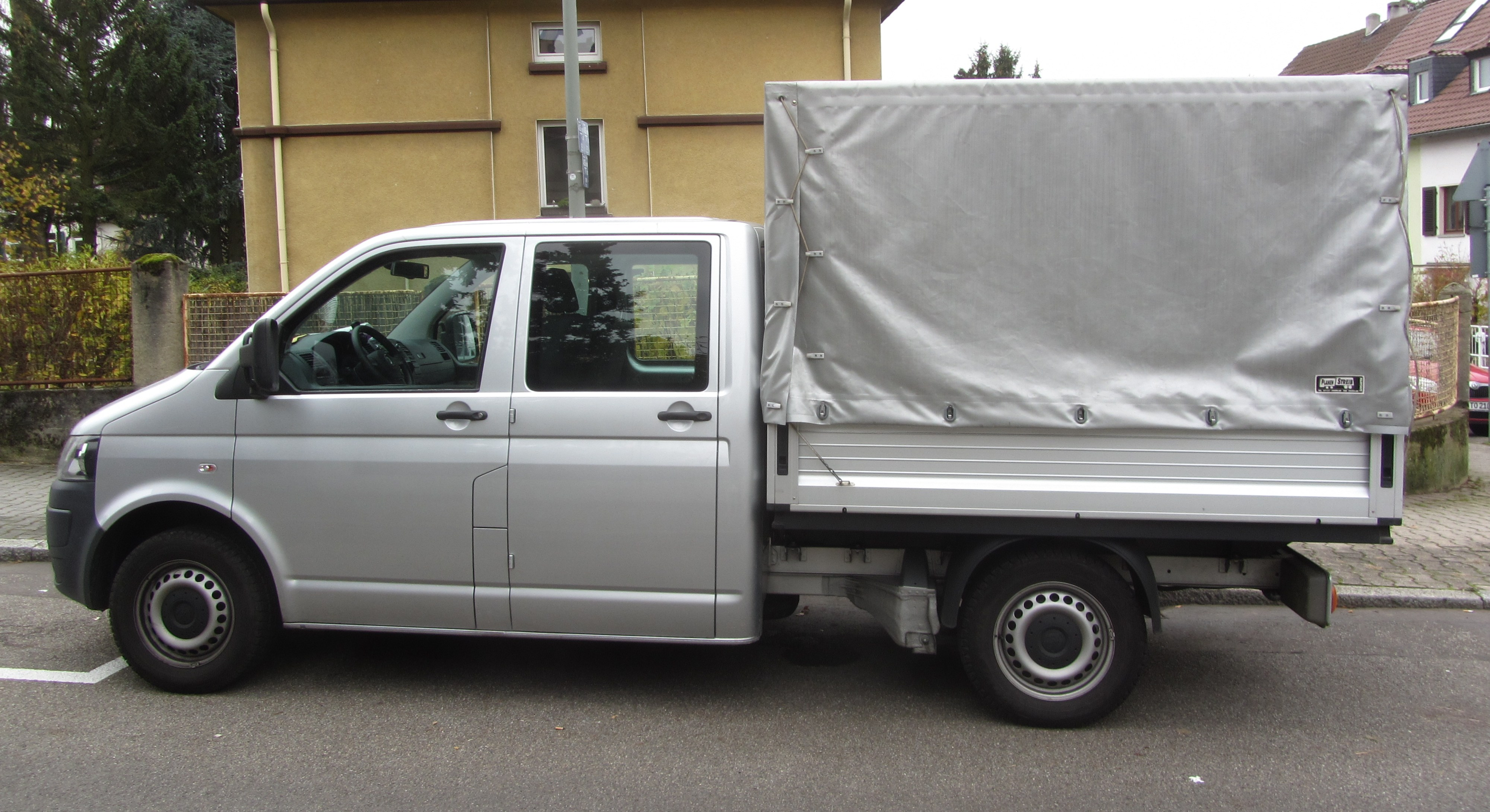
VW Transporter T5 cabină dublă, cu prelată pentru a acoperi încărcătura

Prelata este o țesătură mare, flexibilă, rezistentă la apă sau dintr-un material impermeabil, de multe ori material textil ca o pânză sau din poliester acoperită cu poliuretan, sau făcută din materialele plastice ca polietilenă.